# 如果折斷她的旗
《如果折斷她的旗》（日语：彼女がフラグをおられたら）是竹井10日撰寫、CUTEG負責繪製插畫的日本輕小說作品，簡稱《果折》（がをられ）。講談社輕小說文庫的創刊系列作之一，並由該文庫於2011年12月2日至2014年7月2日出版。中文版由東立出版社代理發行。
2012年11月發表決定動畫化的消息，並於2014年4月6日在日本TOKYO MX等電視台播出，另有NICONICO網路等放送。

## 作品概要
竹井10日表示，本作為「充滿極度溺愛的戀愛喜劇」，希望讀者在閱讀的過程中能和主角一樣有心靈被滋潤的感受。本作為講談社輕小說文庫創刊初期的系列作品，為了提升作品知名度，罕見地在小說出版前就先開始在漫畫月刊連載改編漫畫。漫畫連載開始時，出版社用「以能夠藉著人們頭上的旗標來預知未來的高中生為中心的校園戀愛喜劇」來介紹本作。
能夠看見並操縱別人頭上旗標的主角旗立颯太，和他身邊的數名美少女，以坐落東京、佔地廣大的學校「旗谷學園」內的宿舍「冒險寮」為主要舞台，劇情以颯太看見與操作旗標的能力為中心逐漸展開。
小說第1集出版前就開始在講談社《月刊少年Rival》開始連載改編漫畫，同時作中角色也在行動應用程式中登場。另外，本作已決定改編為動畫，對此竹井於專訪中提到「現階段關於動畫還沒辦法提供消息，但請大家期待動畫中立起旗標時的描寫」。
本作作品命名方式每集都是「如果折斷她的旗」之後加上副標題（副標題皆為日本ACG文化中著名的死亡Flag臺詞的變體，例如：第一集的副標題“這次轉學結束后，我就要回老家和那女孩結婚了”為“這場戰爭結束後，我就要回老家結婚了”的變體），書名中並不包含集數；以下為求簡化，將以「小說第幾集」的方式代替。

## 故事簡介
小說第1集「這次轉學結束後，我就要回老家和那女孩結婚了」
東京都內首屈一指的名校「私立旗谷學園」，來了一位轉學生旗立颯太。颯太自從於普雷米安·安比利爾號沉沒意外中倖存後，得到了特殊能力，能夠看到代表人們緣份與選擇的旗標。颯太為了和別人保持距離，當有其他人試著接近自己的時候，故意做出折斷緣分旗標的行動，讓他人不會再產生同樣的念頭，沒想到颯太的奇特行為，引起4位美少女的注意，不但一直纏著颯太，後來還一起住進沒有其他房客的冒險寮中。
小說第2集「我哪能參加這種都是女生的運動會！那就報名兩人三腳吧！」
因為旗谷學園學生會長兼代理理事長聖帝小路美森在理事會的發言，讓冒險寮的成員們陷入「如果沒有在體育祭得到MVP，就廢掉冒險寮，並把冒險寮內的男生退學、女生停學」的窘境。美森為了挽回局勢，將還沒改掉教幼稚園時的習慣，把高中生當成幼稚園小朋友對待的教師深雪·麥肯錫、運動神經出類拔萃的弓道少女英雄崎凜與高性能機器人忍者林琉璃三人送進冒險寮內。為了在體育祭獲得隊伍MVP，原本就關係良好的冒險寮成員們，凝聚力又更上一層樓。究竟冒險寮的成員們，是否能在充滿特殊比賽項目的體育祭中得到隊伍MVP的殊榮，而成功迴避危機呢？
小說第3集「別擔心，這次的臨海學校很安全，絕對不會被敵人發現的」
期末考結束後，接著就是旗谷學園1學期期末慣例的臨海學校與林間學校。原本冒險寮成員應該分為海組與山組，但因為學生會作業疏失，害得颯太必須兩邊參加。臨海學校期間發生了不少事件，讓冒險寮成員關係變得更好，龍騎士原月麥和美森與颯太的距離更是急速縮短；偷偷觀察颯太的謎之少女大名侍鳴與賣運動飲料的少女大司教河胡桃子，也隨著故事進行，不斷立起新的旗標。已經擁有校內前10名美少女中6名的冒險寮，接下來將會有什麼動作？
小說第4集「這裡就由我擋著，你就去好好享受暑假吧」
眾人盼望多時的暑假到了！無鄉可返的颯太，接連到菊乃家和茜家叨擾，結果在茜家和凜、惠、鳴等人會合。於是熟悉的冒險寮成員一同鬧翻天的暑假開始了！有遊樂園、有煙火、還有意外豔福！但是其中卻不見菜波的身影！因為她返鄉回到祖國，無法參與「和颯太同學共度的♡暑假」。一行人怕菜波寂寞，於是啟程飛往菜波的國家‧布列德費爾德公國！宿命的邂逅就在遙遠異地等待颯太──菜波的妹妹‧白亞，以及七德院No.0──颯太更捲入了公國內部蠢動的謀略，新的「力量」逐漸覺醒！
小說第5集「我还是第一次像这样和大家畅谈学园祭的事呢」
学圜祭的季节到了！为了迎接旗谷学园这场持续一星期的盛大嘉年华，菜波、飒太、茜等一年F班企划推出名为「炒面鬼屋女仆咖啡厅」的古怪模拟商店。另一方面，冒险寮要推出戏剧——新转学生白亚执笔的剧本充满爱情戏，而且全部都是与飒太的对手戏。尽管剧情教人跌破眼镜，不过饰演女主角的女孩子们的期待都到达MAX！？虽然也有人沉迷在每天留校彻夜赶工等等脱离日常的生活之中，希望这样的日子能持续下去，但随着学园祭首日焦点「旗谷小姐选拔大赛」将至，美少女如云的冒险寮女子成员也将在这场大赛出场，使得飒太更加忙碌。然而他置身的“状况”也在暗中静静进展！
小說第6集「我只能先在電話裡和你說這些，等見面再詳談學園祭的事吧」
學園祭終於開幕！颯太等一年F班的「炒麵鬼屋女僕咖啡廳」也是一開張就盛況空前。另一方面，茜與凛等人趁機和颯太來場學園祭約會。最後，颯太和她們所有人一起參觀學園祭──沒想到途中卻遇到一位神秘美少女，而她竟然是國民偶像吟遊院芹香！在學園祭演唱會前一天微服私訪學園的芹香，其實和颯太有一段匪淺的因緣？經歷芹香的狂熱演唱會、學園第一武鬥會、超級尋寶活動等豐富精采活動之後，堪稱壓軸的節目──冒險寮總動員演出的舞台劇「羅密歐與茱麗葉」開演了，但這同時也是帶來風波與謎團的巨大轉捩點！
小說第7集「咦？這個時間會是誰來了……是耶誕老人嗎？」
季節更迭，進入曆法的十二月。所有人都為之雀躍的神聖祝宴『耶誕節』即將來臨－－冒險寮成員當然也滿心期待這天到來，沒想到在旗谷學園，『耶誕節』竟然是禁忌，嚴格禁止所有與耶誕節有關的行為！無法接受這個狀況的茜等宿舍成員為了替學園找回『耶誕節』，冒險犯難展開行動－－為什麼學園失去了『耶誕節』？颯太一行人在追逐這個謎團的冒險之中偶遇的《真相》，正式引導颯太的命運進入下一回合的關鍵！另一方面，以新加入的芹香為首，颯太與冒險寮成員的〈關係〉也出現巨大變化！
小說第8集「至今我靠這個新年參拜來的御守撿回好幾次命，就送給你吧」
颯太與菜波度過了衝擊的耶誕夜。但在發覺兩人不對勁的茜與等人獻策下，颯太與菜波似乎因此恢復了原本的關係？同樣地，颯太與菊乃似乎也加深了《姊弟》之情，白亞、芹香、凜等人也分別發揮『○○本色』，總算是順利跨年了。元旦到神社參拜，順便到每個人的家裡拜年。以茜家發生的《事件》為首，痛快大鬧的冒險寮成員共度的寒假果然不負期待，一刻也靜不下來。另一方面，颯太在一連串騷動之中與美森的母親會面。她似乎是最接近颯太涉及的巨大《謎團》的人！－－在絢麗表象背後，最大危機悄悄接近。

## 登場人物

### 主要人物
旗立颯太（聲：逢坂良太、飯田友子（少年））
本作主角。高中一年級，能夠看到他人頭上豎起的各種旗標。
只能看到與自己有關聯的人的旗標，並能夠理解旗標的內容與折斷它的方式。受到過去發生的意外影響，拒絕接近別人，若其他人主動接近他則會折斷立起來的旗標。黃金週結束後轉學到私立旗谷學園高中部，並遇到菜波與其他冒險寮成員（某些成員是重逢）。冒險寮成員立起的旗標幾乎都無法折斷，所以後來颯太鮮少嘗試。能力能活用在各種地方，譬如在小說第2集中，颯太曾活用旗標解析的能力贏得足球PK賽。
依據小說第1集與月麥身高比較的描寫推測大概170多公分高，自稱體能普通。
颯太在琉璃的全像投影中被菜波稱為「王旗」。
小時候的外號是蘇打（凜一直這樣稱呼颯太，所以不知颯太就是蘇打）。
動畫第2話中提及，有一位姐姐，和普雷米安·安比利爾號的乘客一起失蹤，但是連青梅竹馬的菊乃也不記得颯太有一位姐姐。
動畫第12話知道真實世界的菜波·K·布列德費爾德是他的姐姐。
原作并未明言與菜波的親緣，只是說二人同日出生。(但在第10卷確定與菜波是姊弟關係。)
原本在現實世界中沒有旗標操作能力，但在第11卷后變得在現實中也能操作旗標，但支援的量子計算機只有一臺，導致能力劣化。
他操作旗標的能力與舊世界八英雄之一的星劍龍SBD有著莫大的關係。
第10卷因救了茜，結果被魔法澤秀辰「強迫」與茜訂下婚約，與茜成為未婚夫妻的婚約者。
因在初中時所讀的中學是升學名校，所以在學業方面的成績相當不錯，第一學期末的成績在班上是在前段班，因此在冒險寮充當小老師指導眾女角的課業。但相反的體育方面就稍差，連菜波的體育成績都比他還好。
12卷中就任公國流亡政府元首。
菜波·K·布列德費爾德（聲：木戶衣吹／松嵜麗（嫁Colle））
颯太的同班同學，歐洲小國布列德費爾德公國的第13公主。真實身分是颯太的姐姐。
目擊颯太藉著折斷事故旗標讓重大意外得以不發生而對他產生興趣。看到奇妙的現象時會非常在意，不找出原因就會坐立不安。個性傲嬌，並意外的怕寂寞，也無法拒絕其他人的請託，雖然基本上人很好，但因為高傲自大的說話方式和行動，讓她在與冒險寮成員熟識前交不到其他朋友。和颯太兩人在冒險寮中扮演吐槽角色。被評價為「看起來高不可攀，實際上卻很會照顧別人，在會願意當隨從的少女中排名第一。」。
颯太無法看見菜波的旗標，故無法折斷旗標，但也因此不用在意旗標，讓颯太能夠安心和她做朋友（在第7集最後出現「攻略完成」旗標）。
小說第1集序章描寫她的身材嬌小，身高不到150公分。8月1日出生，O型，興趣是熬夜看書。擔任冒險寮寮長。
颯太推測她是第1旗標成員中的「公主騎士」，小說第2集第5章琉璃的全像投影中以騎士的姿態登場。
小說第7集向颯太告白。
動畫第12話知道她自己被No.0分為兩人，另一個菜波·K·布列德費爾德被No.0軟禁，她找辦法逃出，然後放了一封信給旗立颯太，之後去了忍者林瑠璃的身體，現在給回記憶就要忍者林瑠璃吻在假想世界生活的菜波·K·布列德費爾德，就在這段期間知道旗立颯太是她的弟弟。
原作并未明言與颯太的親緣，只是說二人同日出生。(但在第10卷確定與菜波是姊弟關係。)
稱呼對方用「汝」此類的古式稱呼。興致一來還會吟詩，在冒險寮和班上有一小群擁護者。
魔法澤茜（聲：茅野愛衣／山本彩乃（嫁Colle））
9月2日出生，A型。
颯太的同班同學。個性溫吞。魔法澤財團會長的孫女。很擔心拒絕與別人往來的颯太，常找機會試著接近他。性格樂天，並具備超正向思考模式，讓冒險寮充滿了樂觀氣氛。被評價為「平易近人，最想作為女友的少女中排名No.1的大小姐」。
一般來說，被颯太折斷的旗標幾乎不會復活，但茜的旗標就算被折斷也會立刻復活，後來颯太對折斷她的旗標也感到厭倦，最後隨著劇情推進，在第1集最後，茜的旗標已經變成無法折斷的攻略完成旗標。
在運動方面，藉由她曾在馬術競技中得獎，推測她的運動神經不會太差。在學業方面，文科成績不錯，但不擅長理科(尤其是數學)，小說第3集序章提到第1學期期末考時面臨不及格的危機。
颯太推測她是第1旗標成員中的「魔法使」，小說第2集第5章琉璃的全像投影中以魔法使的姿態登場。
說話時會加上(的說)
第10卷因為在船難被颯太所救，結果被魔法澤秀辰「強迫」與颯太訂下婚約(本人亦不反對)，與颯太成為未婚夫妻的婚約者。
12卷中就任公國流亡政府宰相。
聖帝小路美森（聲：田村由香里）
旗谷學園學生會長，高中三年級生。在制服上面披著肩部鎧甲，並帶著手部鎧甲。
自稱擅長粉飾太平或是偽造預算收支，因為常做出類似的危險發言，曾讓月麥看不下去說出「誰來幫忙讓會長閉嘴」這句話。
聖帝小路家是旗谷學園的擁有者，並擔任理事長職務，理事長的孫女美森藉著理事長、學生會及學校畢業生的影響力，以理事長代理的身分，在旗谷學園理事會中有很大的權利。冒險寮改建是她獨斷的決定，之後被理事會當成把柄攻擊。
小說第2集中，美森因為自己引起冒險寮廢寮危機，對冒險寮提供不少協助，像是增加成員等，但卻在運動會營運時被反對派煽動，接受競賽內容變更，讓冒險寮成員們處境更加危險。從來沒有交過男朋友，有時候會很忌妒無論男女，關係都很密切的冒險寮成員們。從一出場就特別注意颯太，後來在小說第3集時感覺到與死掉的哥哥相同的岌岌可危感後，對他的好感度大幅提升。
颯太認為她是很難立起旗標的類型，後來在小說第3集第5章中看到她的旗標像是橫幅布幕。
就讀3年級，在小說第3集時搬進冒險寮(可能與聖職者有關)。
現實世界中不知為何作為公國特使出訪日本。
召喚寺菊乃（聲：阿澄佳奈）
颯太的同班同學（原本是學姐），也是他的青梅竹馬。直到國中兩人都還像是姐弟一般，颯太用「阿菊姐」稱呼她，菊乃也對處於颯太姐姐位置這點感到自豪。被評價為「最想當成姐姐撒嬌的少女中排名No.1」。
非常溺愛颯太，常被別人說她溺愛颯太過頭了。另一方面，對危害颯太的人（像是引起冒險寮廢寮危機，讓颯太可能被退學的美森）則毫不留情（變得有如冷酷無情的惡鬼一般）。
具備全方位能力，不管做什麼都能做的很好，小說第2集第2章中，颯太表示「一般萬能的人大概都會停在第二或第三名，但阿菊姐卻能夠拿第一」。
颯太能夠看到菊乃的旗標，但想要折斷它時，旗標會用超高速避開，颯太因此無法折斷她的旗標。
因為出國留學的緣故，回來時留級一年，原本和凜同班。
第7集想起小時候和颯太的約定，並在出現「攻略完成」旗標出現時和他接吻。
一旦睡著的話，無論發生什麼事情，都只會按照自己的生理時鐘醒來。
在動畫中，不知為何很多時候都無時無刻都手拿湯勺。
第10卷到颯太家準備叫醒颯太時，得知颯太與茜的婚約，感到震驚。
盜賊山惠（聲：花澤香菜）
颯太的同班同學。目標是成為「男人中的男人」，外表看起來是女生，但是一直強調他是男的。但是這種說法反而讓旗立颯太與其他住在冒險寮的其他美少女信以為真。推斷是因為家庭因素，父母給他洗腦才認為她是男生。小說第3集第5章內，颯太和惠的姐姐們聊天時，惠也被說成是「四女」。被評價為「總之在各方面都非常可愛，校內可愛排名No.1的美少女」。
惠很堅持自己是男生，被當成女生時會很難過，但在冒險寮成員女性魅力中排名仍名列前矛。穿著男生制服上衣、短褲加上過膝襪的特殊制服，此為惠的姐姐於設計旗谷學園制服時認為「惠這樣絕對比較可愛」而特別替她設計而成，並獲得學校同意，成為正式制服之一。
外表柔弱，但運動能力很高，特別擅長跑步，在運動會男子100公尺預賽時還創下大會新紀錄。另一方面，力氣很小，同時因為泳裝問題，被當成不會游泳的人編入臨海學校組，後來因為不是運動能力問題，在月麥及琉璃的指導下，1天就學會游泳。
惠的旗標在颯太眼中是萬國旗型，因為太過奇特，颯太不敢貿然嘗試折斷。
英雄崎凜（聲：日笠陽子）
小說第2集第1章中登場。高中二年級生，是颯太和菊乃的青梅竹馬。
在旗谷學園剛重逢時還不知道颯太是自己的青梅竹馬（颯太也沒注意到），把颯太當成軟弱男看待，後來知道真相後對他的看法大幅改觀，開始意識到颯太的成長。
從小運動神經就很好，颯太以為她是男生，凜也知道自己當時像個男孩子。加入弓道社，同時各種運動都有傑出表現。美森為了處理冒險寮廢寮危機，將凜送進冒險寮，替冒險寮成員特訓，自己在運動會中也很活躍。被評價為「想以晚輩身分被溫柔責罵的女孩子中排名No.1」。
發現颯太是自己的青梅竹馬後過沒多久就立起無法折斷的攻略完成旗標，之後常因為和颯太間的些微互動立起新的攻略完成旗標，讓颯太覺得「這麼容易被攻略好嗎？」。
就讀2年F班，和留學前的菊乃同班。
對機械非常沒轍。
在現實世界中有著旗標操作的能力，能直接使用丘比特之弓發射旗標。
忍者林瑠璃（聲：諏訪彩花）
小說第2集第1章出場的機器人。
魔法澤財團旗下魔法澤電子公司自律機械研究室製作的女性機器人，要送到旗谷學園進行測試時，為避免因為個性內向，無法融入學生之中而收集不到資料，美森以「友好力高」的原因將她作為戰力送進冒險寮中，並將她編入1年F班。代號「摩訶0式」，是《東京皇帝☆北條戀歌》中的摩訶系列魔法機動兵的原型機.
外表幾乎和人類相同，但擁有各種機器人特有的能力，多到連琉璃自己也不清楚所有的機能。
對颯太評價很高，曾有「只有颯太能讓我認真起來」的發言，對颯太也有與其他人不同的反應。颯太一開始以為機器人不會立起旗標，後來在小說第2集第5章發現她立起了16x16的點陣圖旗標（當時是友情旗標）。從表情看不出感情起伏，颯太也看不出她的旗標出現的預兆與原因，但在第3集對颯太做出過剩反應的頻率比第2集多很多，也曾面無表情的表達愛意讓颯太等人臉紅。被評價為「在最想聽到她冷淡表達愛意的少女中排名No1」。
颯太推測她是第1旗標成員中的「忍」，小說第2集第5章她的全像投影中以忍者裝扮登場。
在現實世界中是人類，患有遺傳病重傷不治，將靈魂轉移進機械琉璃內，成為了機械琉璃的第二人格.

### 冒险寮
龍騎士原月麥（聲：豐崎愛生）
颯太的同班同學。有著年幼女孩子的外表，但從很久以前就待在學園裡（傳說甚至學園還沒成立時就存在了）。在學園中的問題向她求助就能夠解決，在冒險寮改裝時的申請書也靠著她的偽裝輕鬆過關。
用「○○小朋友」稱呼颯太和其他學生，對學年比她大兩屆的美森很自然的用「妳的修行還不夠啊，美森小朋友」和她說話，美森對此也沒有覺得特別奇怪。服裝風格獨特，制服的穿法是將上衣用和服的帶子綁著，然後沒有穿裙子。
小說第3集知道颯太對海產生心靈創傷而無法下水後，對待颯太的態度大幅改變，菜波、惠、琉璃3人認為她的行動是在疼愛孫子，美森則對她改走召喚寺路線感到驚訝。
小說第1集第3章的描寫中提到，身高170公分的颯太覺得比自己低50公分，推測身高在120公分以下，但胸部很有份量，在小說第3集中，她的泳裝模樣讓颯太等人目瞪口呆，連趁著午休時間來找颯太玩的茜也因為太過震驚，忘記自己過來的目的直接回去了。
小說第3集搬進冒險寮。小說第八集尾聲得知是七德院No.2，艾莉西亞·龍騎兵，被封鎖在學園裡，無法出去。
年齡極大，似乎更在神樂之上。
大名侍鳴（聲：丹下櫻）
小說第2集最後伴隨著雷鳴一起出現在颯太面前的少女，隔天轉學進1年F班。
和颯太一樣能夠看到別人的旗標，也能夠折斷，和剛轉學進來時的颯太一樣，故意不和其他同學有所牽扯。轉學的目的是為了監視颯太，在臨海學校和林間學校中有她監視颯太的描述。
真實身分是和菜波一樣來自布列德費爾德公國，是七德院的成員之一，在其中排名第七，能力高強，連美森無法成功達成的胡桃子轉學也能漂亮達成（更改學校資料庫的資料）。
小說第3集中用自己的能力將颯太從危機中救出時立起了攻略完成旗標，不過卻因故失去了與七德院有關的記憶。
在現實中接替流亡的神樂成為了新的NO.0。
白亞·B·布列德費爾德（聲：加隈亞衣）
小說第4集第3章出場。布列德費爾德公國的第14公主，菜波的同父異母妹妹，能將颯太折斷旗幟的話語彈開。
母親為日本人，對日本文化非常憧憬，同時也抱持著很深的誤解。
說話時會重複尾語。
現實世界中在修道院中長大，不知為何認識颯太，間接幫助了颯太一行。
與拉普拉斯一同行動，似乎是龍之姬巫女之一。
吟遊院芹香（聲：悠木碧）
小說第6集第2章出場的現役偶像。動畫第10話末登場。
在被旗谷學園的學生追趕時與颯太、菜波相遇。
最初當偶像時非常不受歡迎，在打算放棄偶像生涯時遇到颯太，與颯太對話的過程中立起「成功旗標」，並因此成為當紅偶像。
小說第6集末轉入旗谷學園的1年F班。
第7集知道颯太是「紫旗先生」而對他態度180度大轉變。本姓田中。
在現實中和颯太是國中校友，自那時便喜歡他。
深雪·麥肯錫（聲：南里侑香）
大半冒險寮成員就讀的1年F班班導。前年為止都在幼稚園部當老師，到高中部任教時依然用之前的方式對待學生。因為是混血兒，讓她的外表輪廓鮮明，不過沒有偏離日本人的外貌很多。
小說第2集第1章中，美森為了避免冒險寮成為只住著未成年男女的宿舍，安排受到理事們歡迎的深雪擔任冒險寮的臨時管理人。
在現實世界中與颯太自幼相識。
虛擬世界中有一位旗立深雪，為颯太和芹香的孫女，后來得到全次元三大召喚師之一的幫助在現實世界存活并穿越到神代，與伊甸一同幫助了神樂討伐噬村者。
大司教河胡桃子（聲：久野美咲）
小說第3集第3章中出場的國中少女。
在臨海學校休息時間中，以賣冰少女的身分出現在颯太面前，颯太發現她的頭上立著劇情旗標，知道她的名字後更讓他確信胡桃子是與她們有關聯的存在。小說第3集第4章颯太為了迴避死亡旗標的行動，與她產生了類似兄妹的關係。
雙親是普雷米安·安比利爾號的船員，並於船難時喪生，因為覺得船員們沒辦法保護乘客，對事故唯一生還者颯太感到很愧疚。本人表示成績「大概在中間偏上中的偏上到中間左右」，離旗谷學園入學標準有點距離，也沒有能夠推甄入學的特殊才藝。
颯太推測她是第1旗標成員中的「聖職者」，小說第2集第5章琉璃的全像投影中（當時尚未得知聖職者的身分），聖職者看起來比其他人還要嬌小，與胡桃子的身材相符。
美森試著將她轉學到旗谷學園但沒有成功，而後在第3集第7章靠著鳴的協助達成，並住進冒險寮內。
在現實世界中因為優越的魔法少女天賦而加入魔法少女福祉機構，并取代因為魔族身份被揭穿而下臺的天后麻音成為了第二代的事務總長。
現實世界中不知為何作為公國特使出訪日本。

### 其他主要人物
彌生一二三
小說第5集第1章出場。旗谷學園高中部1年F班的班長。
之前曾經擔任旗谷學園國中部的學生會長，並被稱為「旗谷的怪物」。
在作者的網絡連載小說《八坂之門》中被設定為圣騎士王的青梅竹馬，在本作中也偶有深意，似乎不是常人。
金毛仔
颯太等人的同學，名字沒有提及。
真是身份是阿瓦隆魔導師團的首席魔導師梅林，全次元最強的魔導師，實力強大，曾以一己之力勸退天界騎士團。
犬上江莲
惠所屬的料理部部長。
在虚拟世界中与飒太等人交集不多。
在現實世界中幫助了逃難的颯太一行，并不知為何對颯太很有好感。
櫻/拉普拉斯之魔（聲：日高里菜）
給予颯太旗標能力的神秘少女。
原本是量子計算機的人格，不知為何實體化。
動畫13話中NO.0提及那是天使客船在反逆人類時捨棄的感情,也就是良心一般的東西。
No.0（聲：種田梨沙）
在動畫裡得知本名為神樂·布列德費爾德。
傳說中王旗少年與女騎士的后裔。公國初代公王，將王位傳給了弟弟景義·布列德費爾德的孩子后退位。
前代黑騎士。身手不凡，有著在歷代黑騎士中也排的上號的能力。是《東京皇帝☆北條戀歌》中的黑騎士的師傅。
在過去因為討伐了星劍龍的眷屬噬村者，遭到詛咒，命運被扭曲.卻也得到異能，能看見幾秒后的未來。
聖帝小路隆守（聲：山下誠一郎）
美森過世的哥哥。
生前十分愛惜美森，希望美森不要因為他人而改變自己，要一直做自己。
護國組織·八坂原機關的成員。
不知為何，在颯太被推薦入學的申請與成績單上有著他的簽名作為保證，但被美森說重要文件都是由她親自簽署的，可是被翻出來後連美森也大吃一驚，因為代替美森簽上美森名字的正是隆守的筆跡，美森對此毫不知情。不過再查簽名究其原因的時候，發現簽名的時間正好是颯太入學前半年左右，可是那時隆守早已過世一年以上，成為不解之謎。
聖帝小路久美子
美森的母親。長相與其酷似。
虛擬世界中的學園理事長，現實世界中的副理事長。
實際身份是煉金術師圣·日耳曼，DLL圣杯程式的主要開發者。
是大魔王圣·夏洛特（天后麻音）唯一的朋友。

### 次要人物
忍者林和歌子
魔法澤電工——自律機械研究室室長。MEX-0401，RURI的開發者之一。
魔法澤秀辰
茜的祖父、魔法澤財團會長。
在第10卷強迫為孫女茜與颯太訂下婚約，颯太只能苦笑吞下。
愛菜
與颯太等人同船的乘客。
喜歡颯太，可是在船難發生時竟消失蹤影，連屍體都沒被找到。

## 名詞解釋
旗谷學園
能夠從幼稚園直升到大學部的學校，在都內頗有名氣。
除了學生程度高以外，也很重視學生的自主性與柔性教育，在當地旗谷學園等於是善良的代名詞。
學校佔地廣大，除了附近地區外，也有來自各地的學生，學校提供完善的住宿設施。單軌電車沿著學校鋪設，有學園代代木上原站（學校西南側）、代代木公園站（學校東南側）、學園旗谷北站（學校西北側）與學園初台北站（學校東北側）4站。颯太等人就讀的高等部在代代木公園附近。
廣大的學校的資金與營運只靠聖帝小路家並無法達成，故對外招募贊助者，並由贊助者中選出學校理事。學校營運由理事會合意決定，但實質上經常受到美森的想法左右。
前身是神代的人工世界研究所，人造的最后的絕對存在·虛無人偶的所在之處。因為這個關係，天界人之類圣潔的存在無法靠近學園。
地下似乎埋藏著黃道器。
旗標
事件將要發生的前兆，對颯太而言，旗標以旗子的樣子出現在對象頭上。作品中有出現死亡旗標、友情旗標、戀愛旗標與已攻略旗標等。颯太能夠折斷旗標而避免該事件發生，不過能折斷的只有未確定的旗標（事件不確定是否發生，或結果尚未確定），代表事件已發生的已攻略旗標則無法折斷。
第1旗標
在冒險寮空房中發現，寫給颯太的信件中的內容。從墨水褪色程度推測，此信件至少已超過20年以上，此信件存在原因不明。
信中提到，颯太若想突破困境，需要「騎士」、「魔法使」、「聖職者」、「忍者」等角色。小說第2集時，颯太在琉璃面前說出這4個名詞，觸發了連琉璃自己都不知道的功能。
小說第2集第5章中，颯太推測「騎士」是菜波、「魔法使」是茜、「忍者」是琉璃，並於第3集中確信「聖職者」是胡桃子。
冒險寮
颯太轉學到旗谷學園後住的宿舍。
颯太剛搬進去的時候，還破舊的像是廢墟一樣，而後靠著美森決定改建、茜出資，並由月麥偽造各種文件，成功的推動改建，由旗谷學園土木研究會施工，讓冒險寮煥然一新。
原本是男宿（月麥表示在更早之前是教師宿舍），改建後因為美森提及如果宿舍只有一個人的話會被廢宿，菜波、茜、菊乃與惠等4人決定也住進冒險寮。宿舍後來還有在持續修繕，土木研究會替冒險寮設計了噴水池和地下避難所。小說第2集時深雪老師、琉璃與凜搬進冒險寮，第3集時則有月麥、美森與胡桃子3個新房客。
位於校地東北部接近初台的位置，離高中部有點距離。
布列德費爾德公國
位於歐洲的架空小國，菜波的祖國。
建國初期因國內有魔女及超能力者等特殊能力者而被稱為魔法公國布列德費爾德。現在已經沒人知道這個名稱，對外以技術立國的小國自居。
國家由元首公王與公國議會七德院統治。
普雷米安·安比利爾號
颯太轉學前所搭乘，後來發生船難的豪華客船。作品中提及，安比利爾是雙子座支配天使的名字，也是天王星第2衛星的名字。
事故發生當時，豪華客船在日本附近的太平洋上沒有發出任何求救訊號就離奇失蹤，只留下坐在救生艇上的颯太。作品中有提到茜當時也在船上，並在船上遇到颯太，但茜完全沒有印象，颯太對搭船時發生的事情也記得不是很清楚。
颯太在搭船時遇見名為「櫻」的少女，並和她玩類似西洋棋的遊戲。遊戲的特徵是用「王旗」、「騎士」、「魔法使」、「侍」、「龍騎士」、「司教」、「忍者」、「盜賊」、「召喚師」等旗子對戰。颯太在棋賽中落敗，櫻依據雙方約定「輸的人要聽贏的人的話」，給了颯太能夠看到旗標的能力。
冒險寮廢寮危機
小說第2集發生的事件。
長期對美森獨斷獨行感到不滿的理事會，針對冒險寮改建的問題大做文章，加上美森的莽撞行動，讓冒險寮成員陷入「如果沒有在體育祭得到MVP，就廢掉冒險寮，並把冒險寮內的男生退學、女生停學」的危機中。

## 漫畫版
於《月刊少年Rival》2011年12月號開始連載，以竹井10日為原作，凪庵為作畫，CUTEG為角色原案。單行本由講談社Rival KC書系發行。
《月刊少年Rival》2011年12月號發售日為2011年11月4日，比小說第1集發售日2011年12月2日還早，是輕小說業界少見的個案，起因講談社輕小說文庫編輯部想藉此提高作品的曝光率，也因為竹井10日和凪庵都有在Twitter及社交網站活動，認為能夠期待口耳相傳的效果。
漫畫幾乎忠實呈現小說內容，但因為一本小說要用一本漫畫表達，情節與台詞都有所改變。凪庵在專訪中表示「作畫時很自由，雖然要請原作者確認，但不要改的太奇怪，大致上都OK」，並在漫畫第1集後記表示漫畫版和原作有所區別，並在第2集後記表示第3集中會有原作沒有的原創劇情。
作畫的凪庵長期於同人界活動，在商業雜誌主要連載四格漫畫，本作為作者的第一部劇情漫畫。本作由凪庵作畫的原因是因為他能夠將角色表現的很生動。
原作者在漫畫第1集後記提到「凪庵的漫畫中角色表情多變，相當可愛」，第2集後記則表示「運動會這種充滿動作畫面的劇情，漫畫能表現的更好」。

## 手機程式
（智慧型手機程式）
講談社輕小說文庫跨媒體改編的一環，和BIGLOBE合作，讓作中角色於該公司的智慧型手機程式內登場。第1波推出的菜波卡片和語音於講談社輕小說文庫創刊日2011年12月2日同步推出。該軟體中的角色卡片一般都是付費商品，但本作的角色能夠免費下載。而後第2波接著推出茜的卡片和語音。
登場角色（發布日期）
- 菜波·K·布列德費爾德（2011年12月2日）

聲：松嵜麗
- 魔法澤茜（2012年1月31日）

聲：山本彩乃

## 出版書籍

### 小說
| 集數 | 講談社 | 講談社         | 講談社                                                            | 東立出版社                                             | 東立出版社     | 東立出版社                                                   |
| 集數 | 標題   | 發售日期       | ISBN                                                              | 標題                                                   | 發售日期       | ISBN / EAN                                                   |
| ---- | ------ | -------------- | ----------------------------------------------------------------- | ------------------------------------------------------ | -------------- | ------------------------------------------------------------ |
| 1    |        | 2011年12月2日  | ISBN 978-4-04-727944-5                                            | 這次轉學結束後，我就要回老家和那女孩結婚了             | 2012年8月25日  | ISBN 978-986-317-634-3                                       |
| 2    |        | 2012年3月2日   | ISBN 978-4-06-375224-3                                            | 我哪能參加這種都是女生的運動會！那就報名兩人三腳吧！   | 2012年11月8日  | ISBN 978-986-324-206-2                                       |
| 3    |        | 2012年8月2日   | ISBN 978-4-06-375249-6                                            | 放心吧，這間臨海學校很安全，絕對不會被敵人發現的       | 2013年2月4日   | ISBN 978-986-324-859-0                                       |
| 4    |        | 2012年11月30日 | ISBN 978-4-06-375272-4                                            | 這裡由我擋著，你就去好好享受暑假吧                     | 2013年5月16日  | ISBN 978-986-332-527-7                                       |
| 5    |        | 2013年4月2日   | ISBN 978-4-06-375291-5                                            | 我還是第一次像這樣和大家暢談學園祭的事呢               | 2013年7月29日  | ISBN 978-986-337-009-3（通常版） EAN 4710945542300（限定版） |
| 6    |        | 2013年8月2日   | ISBN 978-4-06-375319-6                                            | 我只能先在電話裡和你說這些，等見面再詳談學園祭的事吧   | 2014年1月2日   | ISBN 978-986-348-099-0                                       |
| 7    |        | 2013年11月29日 | ISBN 978-4-06-375350-9                                            | 咦，這個時間會是誰來了……是耶誕老人嗎？                 | 2014年4月3日   | ISBN 978-986-348-711-1                                       |
| 8    |        | 2014年4月15日  | ISBN 978-4-06-358492-9（限定版） ISBN 978-4-06-375358-5（通常版） | 至今我靠這個新年參拜求來的御守撿回好幾次命，就借給你吧 | 2014年7月21日  | ISBN 978-986-365-347-9                                       |
| 9    |        | 2014年5月30日  | ISBN 978-4-06-375378-3                                            | 不過是世界的真理，我一個人面對就夠了                   | 2014年11月24日 | ISBN 978-986-382-131-1                                       |
| 10   |        | 2014年7月2日   | ISBN 978-4-06-375390-5                                            | 這趟海上之旅結束後，我就要成為公主了                   | 2015年2月9日   | ISBN 978-986-382-703-0（通常版） EAN 4710945545639（限定版） |
| 11   |        | 2014年12月2日  | ISBN 978-4-06-358714-2（限定版） ISBN 978-4-06-381408-8（通常版） | 誰要待在這種地板破洞的宿舍，我要回邊間了！             | 2015年7月9日   | ISBN 978-986-431-715-8                                       |
| 12   |        | 2015年4月2日   | ISBN 978-4-06-381449-1                                            | 沒問題，這場運動會很安全，絕對會拿到MVP的              | 2015年9月10日  | ISBN 978-986-462-173-6                                       |
| 13   |        | 2015年7月31日  | ISBN 978-4-06-381475-0                                            | 這裡就交給修學旅行生，我們快去打枕頭大戰               | 2016年3月7日   | ISBN 978-986-324-146-1                                       |
| 14   |        | 2015年12月29日 | ISBN 978-4-06-381504-7                                            | 如果我們在不同游泳大會相遇，或許就會成為好朋友了……     | 2016年6月16日  | ISBN 978-986-470-439-2                                       |
| 15   |        | 2016年4月28日  | ISBN 978-4-06-381530-6                                            | 我有點累了……就讓我睡到下次暑假吧……                     | 2016年11月24日 | ISBN 978-986-482-207-2                                       |
| 16   |        | 2016年9月2日   | ISBN 978-4-06-381548-1                                            | 一路好走吧，臨死前我會告訴你畢業典禮的事情             | 2017年1月16日  | ISBN 978-986-482-589-9                                       |

### 漫畫
如果折斷她的旗（彼女がフラグをおられたら）
| 集數 | 講談社         | 講談社                                                  | 東立出版社     | 東立出版社             |
| 集數 | 發售日期       | ISBN                                                    | 發售日期       | ISBN                   |
| ---- | -------------- | ------------------------------------------------------- | -------------- | ---------------------- |
| 1    | 2012年3月2日   | ISBN 978-4-06-380208-5                                  | 2013年9月25日  | ISBN 978-986-332-638-0 |
| 2    | 2012年8月2日   | ISBN 978-4-06-380231-3                                  | 2013年11月8日  | ISBN 978-986-332-639-7 |
| 3    | 2012年11月30日 | ISBN 978-4-06-380248-1                                  | 2013年12月17日 | ISBN 978-986-332-640-3 |
| 4    | 2013年4月2日   | ISBN 978-4-06-380264-1                                  | 2014年1月21日  | ISBN 978-986-332-641-0 |
| 5    | 2013年8月2日   | ISBN 978-4-06-380278-8                                  | 2014年2月20日  | ISBN 978-986-337-175-5 |
| 6    | 2013年11月29日 | ISBN 978-4-06-380294-8                                  | 2014年6月27日  | ISBN 978-986-348-819-4 |
| 7    | 2014年4月2日   | ISBN 978-4-06-376973-9 ISBN 978-4-06-358493-6（限定版） | 2014年11月21日 | ISBN 978-986-348-820-0 |
| 8    | 2014年7月2日   | ISBN 978-4-06-377025-4                                  | 2015年1月20日  | ISBN 978-986-365-373-8 |
| 9    | 2014年12月2日  | ISBN 978-4-06-377093-3                                  | 2015年5月5日   | ISBN 978-986-382-454-1 |
| 10   | 2015年4月2日   | ISBN 978-4-06-377168-8                                  | 2015年8月25日  | ISBN 978-986-431-245-0 |

新如果折斷她的旗（新しい彼女がフラグをおられたら）
| 集數 | 講談社         | 講談社                 |
| 集數 | 發售日期       | ISBN                   |
| ---- | -------------- | ---------------------- |
| 1    | 2015年7月31日  | ISBN 978-4-06-377321-7 |
| 2    | 2015年12月28日 | ISBN 978-4-06-376593-9 |
| 3    | 2016年4月28日  | ISBN 978-4-06-377458-0 |
| 4    | 2016年9月2日   | ISBN 978-4-06-393062-7 |

如果折斷她的旗～Root Love～（彼女がフラグをおられたら〜ルートラブ〜）
| 集數 | 講談社       | 講談社                 |
| 集數 | 發售日期     | ISBN                   |
| ---- | ------------ | ---------------------- |
| 1    | 2014年4月2日 | ISBN 978-4-06-376974-6 |
| 2    | 2014年7月2日 | ISBN 978-4-06-377026-1 |

## 電視動畫
2012年11月發表動畫化的消息，2013年4月發表製作人員，2013年7月發表部分聲優名單，同年11月發表追加聲優名單、播放日期。

### 製作人員
- 原作：竹井10日（講談社輕小說文庫刊）[10]
- 原作插畫：CUTEG[10]
- 漫畫：凪庵（講談社『月刊少年Rival』連載）／綾咲千城（『月刊少年天狼星』×『NICONICO靜畫』連載）[10]
- 企劃：佐佐木史朗、鈴木伸育、武智恒雄、永井理
- 製作：小松茂明、松下卓也
- 監督：渡邊步[10]
- 副監督：上田繁[10]
- 系列構成：青島崇
- 人物設計、總作畫監督：金子志津枝[10]
- 色彩設計：齋藤麻記[10]
- 美術監督：榊枝利行→福本剛（第3話－第13話）、川元由香（第4話－第13話）
- 攝影監督：關谷能弘 / 戶澤雄一郎[10]
- 編輯：光瀨清志[10]
- 音響監督：明田川仁[10]
- 音樂：橋本由香利、川田瑠夏[10]
- 音樂製作人：佐藤正和
- 音樂製作：flying DOG
- 製片人：吉田博、有本充利、福田順
- 動畫製作：Hoods Entertainment[10]
- 製作：果折製作委員會[10]（flying DOG、講談社、KlockWorx、Hoods Entertainment）

### 主題曲
片頭曲（第2話－第12話）
作詞：藤林聖子，作曲、編曲：zakbee，歌：悠木碧
第1話、第13話未使用。
片尾曲
作詞：畑亞貴，作曲：森浩太，編曲：古川貴浩，歌：YELL（菜波·K·布列德費爾德（木戶衣吹）、魔法澤茜（茅野愛衣）、召喚寺菊乃（阿澄佳奈）、盜賊山惠（花澤香菜）、英雄崎凜（日笠陽子）、忍者林琉璃（諏訪彩花））
插曲
「1st Love（はつ恋）宣言」（第1話、第3話、第11話）
作詞：藤林聖子，作曲：黑川洋介，編曲：成瀨裕介，歌：吟遊院芹香（悠木碧）
（第6話）
作詞：RUCCA，作曲，山田智和，編曲：高橋浩一郎，歌：菜波·K·布列德費爾德（木戶衣吹）&魔法澤茜（茅野愛衣）

### 各話列表
| 話數 | 日文標題 | 中文標題                                              | 劇本     | 分鏡       | 演出            | 作畫監督                                | 片尾插畫 | 改編原作小說 |
| ---- | -------- | ----------------------------------------------------- | -------- | ---------- | --------------- | --------------------------------------- | -------- | ------------ |
| 1話  |          | 這次轉學結束後，我就要回老家和那女孩結婚了            | 青島崇   | 渡邊步     | 上田繁          | 瀧本祥子、藪本和彥 大河廣行（機械設計） | 凪庵     | 第1集        |
| 2話  |          | 宿舍裡有姐姐們在。 但是現在還不能說。請等到明天吧     | 青島崇   | 誌村宏明   | 重原克也        | 小川一郎 大河廣行（機械設計）           | 藤真拓哉 | 第1集        |
| 3話  |          | 交給我吧，這次體育祭我們的獲勝機率是99.9％            | 青島崇   | 藤森一真   | 齊藤哲也        | 片岡育、三島千枝                        | 綾咲千城 | 第2集        |
| 4話  |          | 快要到終點了。這樣體育祭就能安然結束了                | 青島崇   | 島崎奈奈子 | 島崎奈奈子      | 清水奈津子                              |          | 第2集        |
| 5話  |          | 相信我，等著我吧。 和大家的約會怎麼能遲到呢           | 青島崇   | 上田繁     | 上田繁          | 佐佐木美和                              | CHAN×CO  | 第2集        |
| 6話  |          | 呼……別嚇我啊，只不過是妹妹而已嘛                      | 青島崇   |            | 飯田薰久        | 小林利充                                | 庭       | 第3集        |
| 7話  |          | 知道了不得了的事情。 在被滅口之前我得先躲起來         | 青島崇   | 齊藤久     | 上田繁 重原克也 | 末田晃大、森川侑紀 水竹修治             | 水安里   | 第3集        |
| 8話  |          | 我之後一定會追上來的。 難道我有不遵守約定的時候嗎？   | 青島崇   | 佐藤光     | 佐藤光          | 瀧本祥子、佐佐木美和 小林利充           |          | 第4集        |
| 9話  |          | 如果有一天， 能再這樣和大家一起去祭典就好了           | 青島崇   | 藤森一真   | 齊藤哲也        | 片岡育、稻田俊子                        | Tiv      | 第4集        |
| 10話 |          | 這東西就先寄放在你這裡。 選美小姐的名字已經寫在上面了 | 青島崇   | 誌村宏明   | 飯田薰久        | 西健昌一郎 德倉榮一                     | 岡崎武士 | 第5集        |
| 11話 |          | 大家不用跟我一起跳舞， 這裡由我一個人跳就足夠了       | 青島崇   | 藤森一真   | 上田繁          | 秋山宏、櫻井木之實 手島勇人、中野彰子   | 蒼樹梅   | 第6集 第9集  |
| 12話 |          | 真是亂七八糟的世界， 我去看看到底是什麼情況吧         | 青島崇   | 上田繁     | 上田繁          | 藪本和彥、小林利充 板垣彰子             | 伊東雜音 | 第9集        |
| 13話 |          | 如果折斷他的旗                                        | 青島崇   | 上田繁     | 上田繁          | 隆本祥子 佐佐木美和 水竹修治            | CUTEG    | 第9集        |
| 14話 |          | 聖誕節？認為那樣的東西對我通用嗎？                    | 竹井10日 | 上田繁     | 飯田薰久        | 小林利充、岩田景子 末田晃太             | 不適用   | 第7集        |

### 播放電視台
日本深夜動畫：下文記載的日本国内播放時間使用日本標準時間（UTC+9）表示。因為部分時間标识會採用30小时制，因此請留意这类超过24:00的时间，其實際播放時間為翌日清晨。
| 播放地區 | 播放電視台    | 播放日期              | 播放時間（UTC+9）         | 所屬聯播網 | 備註           |
| -------- | ------------- | --------------------- | ------------------------- | ---------- | -------------- |
| 東京都   | TOKYO MX      | 2014年4月6日－6月29日 | 星期日 24時30分－25時00分 | 獨立UHF局  |                |
| 兵庫縣   | SUN電視台     | 2014年4月6日－6月29日 | 星期日 25時00分－25時30分 | 獨立UHF局  |                |
| 愛知縣   | 愛知電視台    | 2014年4月9日－7月2日  | 星期三 26時05分－26時35分 | 東京電視網 |                |
| 日本全國 | BS11          | 2014年4月9日－7月2日  | 星期三 27時00分－27時30分 | 衛星電視   | 『ANIME+』節目 |
| 日本全國 | 萬代頻道      | 2014年4月10日－7月3日 | 星期四 12時00分 更新      | 網路電視   |                |
| 日本全國 | d Anime Store | 2014年4月10日－7月3日 | 星期四 12時00分 更新      | 網路電視   |                |
| 日本全國 | NICONICO頻道  | 2014年4月10日－7月3日 | 星期四 12時00分 更新      | 網路電視   |                |
| 日本全國 | NICONICO直播  | 2014年4月10日－7月3日 | 星期四 22時00分－22時30分 | 網路電視   |                |
| 日本全國 | AT-X          | 2014年4月10日－7月3日 | 星期四 21時00分－21時30分 | 衛星電視   | 有重播         |

### 關聯商品

#### Blu-ray／DVD
| 卷數 | 發售日期       | 收錄話         | 規格編號 | 規格編號 |
| 卷數 | 發售日期       | 收錄話         | BD       | DVD      |
| ---- | -------------- | -------------- | -------- | -------- |
| 1    | 2014年6月18日  | 第1話－第2話   | VTZF-51  | VTZF-57  |
| 2    | 2014年7月23日  | 第3話－第4話   | VTZF-52  | VTZF-58  |
| 3    | 2014年8月20日  | 第5話－第6話   | VTZF-53  | VTZF-59  |
| 4    | 2014年9月17日  | 第7話－第8話   | VTZF-54  | VTZF-60  |
| 5    | 2014年10月22日 | 第9話－第10話  | VTZF-55  | VTZF-61  |
| 6    | 2014年11月19日 | 第11話－第13話 | VTZF-56  | VTZF-62  |

#### CD
| 發售日        | 名稱       | 規格編號                               |
| ------------- | ---------- | -------------------------------------- |
| 2014年4月30日 |            | VTZL-79（初回盤） VTCL-35179（通常盤） |
| 2014年4月30日 | VTCL-35181 |                                        |

## 外部連結
- 講談社輕小說文庫｜如果折斷她的旗｜講談社COMIC PLUS（日語）
- 月刊少年Rival｜如果折斷她的旗｜講談社COMIC PLUS（日語）
- 如果折斷她的旗｜講談社輕小說文庫（页面存档备份，存于）（日語）
- 「如果折斷她的旗」電視動畫官網（日語）
- 「如果折斷她的旗」TOKYO MX電視台動畫介紹（页面存档备份，存于）（日語）
- 「如果折斷她的旗」AT-X電視台動畫介紹（页面存档备份，存于）（日語）
- 「如果折斷她的旗」BS11電視台動畫介紹，存于（日語）
- 電視動畫「如果折斷她的旗」的X（前Twitter）（日語）